# Piquette (dessert)
Pour les articles homonymes, voir Piquette.

La piquette est une vieille spécialité culinaire de Normandie.
Il s’agit d’un dessert lacté obtenu à partir de lait caillé partiellement égoutté et quelquefois additionné de lait ou de crème.
La piquette se déguste pure, sucrée ou avec des fruits frais estivaux.